# Шаманов, Борис Иванович
Борис Иванович Шаманов (15 сентября 1931, Ленинград — 1 марта 2008) — советский живописец, график и педагог, народный художник Российской Федерации (1995), член Санкт-Петербургского Союза художников (до 1992 года — Ленинградской организации Союза художников РСФСР).

## Биография
Родился 15 сентября 1931 года в Ленинграде.
В 1945 году пытался поступить в мореходное училище, но не был принят по возрасту.
В 1948[уточнить]—1956 учился в Высшем художественно-промышленном училище имени В. И. Мухиной сначала на отделении художественной обработки металла, потом — на отделении декоративно—монументальной росписи у Петра Бучкина, Алексея Соколова, Сергея Петрова, Кирилла Иогансена. В 1956 году окончил училище по мастерской Анатолия Казанцева.
С 1957 года участвовал в выставках, экспонируя свои работы вместе с произведениями ведущих мастеров изобразительного искусства Ленинграда. Писал портреты, пейзажи, жанровые композиции. Работал в технике акварели, гуаши, масляной и темперной живописи. В 1960 году был принят в члены Ленинградского Союза художников. В том же году начал преподавать на кафедре общей живописи Ленинградского высшего художественно-промышленного училища имени В. И. Мухиной.
Ведущее место в творчестве Шаманова принадлежит поэтическим образам деревни, художественному осмыслению истоков русской духовности. Художник широко использует выразительные возможности соединения в одной композиции натюрморта с пейзажем, портрета с пейзажем. Его живописная манера менялась от лёгкого полукубизма 1960-х к сочинённому пленэризму, сочетающему натурные наблюдения с ассоциативным подтекстом. Участник известных выставок одиннадцати (1972) и девяти (1976) ленинградских художников. Среди созданных Шамановым произведений картины «Нева» (1956), «Весенний мотив» (1957), «Лоза цветёт», «Весна в саду», «Белая ночь в Хибинах», «Голубое окно» (все 1960), «Осенние цветы» (1961), «Девочка с вербой» (1963), «Зелёная рожь», «Натюрморт с огурцами» (обе 1964), «Натюрморт с будильником», «Девочка в голубом платье» (обе 1966), «Шиповник», «Вечер в деревне» (обе 1967), «Русский фарфор» (1968), «Ночь. Свеча на окне», «Полевые цветы», «Портрет отца» (все 1969), «Осенние цветы» (1970), «Белая ночь. Черёмуха» (1972), «Васильки. Зелёная рожь» (1973), «Качели» (1975), «Май. Черёмуха», «Белая ночь. Сирень» (обе 1976), «Летний полдень» (1977), «Портрет дочери», «Праздничный букет» (обе 1979), «Свирель» (1980), «Портрет дочери в красном» (1981), «Утро» (1985), «Утренний свет», «Цветы и облака» (обе 1988), «Сентябрь. Жёлтые цветы» (1991), «Вечер в саду. Сирень» (1994), «Антоновские яблоки» (1998), «Осенний вечер. Астры» (2001), «Натюрморт» (2007) и другие.
В 1984 году Борис Шаманов был удостоен почётного звания заслуженный художник РСФСР, в 1995 году — звания народный художник Российской Федерации. В течение почти полувека (1960—2008) преподавал в Санкт-Петербургской художественно-промышленной академии имени А. Л. Штиглица. Профессор, заведующий кафедрой общей живописи (с 1988 по 2008 год). Персональные выставки в ЦДХ в Москве (1983) и в ЛОСХ в Ленинграде (1986).
Б. Шаманов был одним из участников Группы «Одиннадцати». Группа наиболее ярких представителей «левого ЛОСХа» объединилась для участия в двух выставках, в 1972 и 1976 году. В группу входили также Завен Аршакуни, Валерий Ватенин, Ярослав Крестовский, Герман Егошин, Виталий Тюленев, Виктор Тетерин, Валентина Рахина, Евгения Антипова, Леонид Ткаченко, Константин Симун, художников поддерживал также искусствовед Л. В. Мочалов. Выставки прошли в выставочном зале Союза Художников России на Охте.
Скончался 1 марта 2008 года в Санкт-Петербурге на 77-м году жизни.
Произведения Б. И. Шаманова находятся в Государственном Русском музее, Государственной Третьяковской галерее, Республиканском музее искусств Карелии, в других музеях и частных собраниях в России и других стран. Известны живописные портреты Б. Шаманова, исполненные в разные годы ленинградскими художниками, в том числе П. Коростелёвым (1978).

## Выставки
- 1956 год (Ленинград): Осенняя выставка произведений ленинградских художников 1956 года.
- 1957 год (Ленинград): 1917 - 1957. Юбилейная выставка произведений ленинградских художников, посвящённая 40-летию Великой Октябрьской социалистической революции.
- 1958 год (Ленинград): Осенняя выставка произведений ленинградских художников 1958 года.
- 1960 год (Ленинград): Выставка произведений ленинградских художников 1960 года в залах ЛОСХ.
- 1960 год (Ленинград): Выставка произведений ленинградских художников 1960 года в Государственном Русском музее.
- 1961 год (Ленинград): Выставка произведений ленинградских художников 1961 года в Государственном Русском музее.
- 1964 год (Ленинград): Ленинград. Зональная выставка произведений ленинградских художников 1964 года.
- 1965 год (Ленинград): Весенняя выставка произведений ленинградских художников 1965 года.
- 1967 год (Москва): Советская Россия. Третья Республиканская художественная выставка 1967 года.
- 1968 год (Ленинград): Осенняя выставка произведений ленинградских художников 1968 года.
- 1969 год (Ленинград): Весенняя выставка произведений ленинградских художников 1969 года.
- 1972 год (Ленинград): Выставка произведений одиннадцати ленинградских художников в выставочном зале СХ РСФСР.
- 1975 год (Ленинград): Наш современник. Зональная выставка произведений ленинградских художников 1975 года.
- 1975 год (Москва): Советская Россия. Пятая республиканская художественгная выставка 1975 года.
- 1976 год (Ленинград): Портрет современника. Пятая выставка произведений ленинградских художников 1976 года.
- 1976 год (Москва): Изобразительное искусство Ленинграда. Ретроспективная выставка произведений ленинградских художников.
- 1977 год (Ленинград): Выставка произведений ленинградских художников 1977 года, посвящённая 60-летию Великого Октября.
- 1978 год (Ленинград): Осенняя выставка произведений ленинградских художников 1978 года.
- 1980 год (Ленинград): Зональная выставка произведений ленинградских художников 1980 года.
- 1986 год (Ленинград): Борис Иванович Шаманов. Выставка произведений в залах Ленинградской организации Союза художников РСФСР.
- 1988 год (Ленинград): Выставка произведений живописи художников Российской Федерации «Интерьер и натюрморт».
- 1990 год (Ленинград): Выставка произведений 26 ленинградских и московских художников в Центральном выставочном зале «Манеж».
- 1997 год (Санкт-Петербург): Выставка «Связь времен. 1932—1997. Художники — члены Санкт-Петербургского Союза художников России. К 65-летию Санкт-Петербургского Союза художников» в ЦВЗ «Манеж».
- 2006 год (Санкт-Петербург): Выставка «Время перемен. Искусство 1960-1985 гг. в Советском Союзе» в Государственном Русском музее.